# Jean Fleury (député)
Pour les articles homonymes, voir Jean Fleury (homonymie) et Fleury.
Jean Fleury, né le 10 janvier 1731 à Sorbon (Ardennes) et décédé le 1er juillet 1797 à Dresde (Saxe, Allemagne), était un homme d'Église français. Il a été député lors des États généraux de 1789.
Bachelier en Sorbonne, Jean Fleury est ordonné prêtre le 15 mai 1755. Curé d'Iges, Villette et la Tour-à-Glaire depuis 1756, il a été élu représentant du clergé pour le bailliage de Sedan aux États généraux de 1789. Il refuse la constitution civile du clergé et quitte la France en 1792. L'abbé Fleury meurt en émigration à Dresde en 1797.

## Sources
- Marie Husson, « La cure d'Iges aux 17e et 18e siècles » dans Annales sedanaises d'histoire et d'archéologie: bulletin de la Société des amis du Vieux Sedan, Société des amis du Vieux Sedan, 1937, n°3, pp.18-19 lire en ligne.